# Bataille de Balikpapan (1945)
Pour les articles homonymes, voir Bataille de Balikpapan.
Seconde Guerre mondiale
Batailles
Campagne de Bornéo (1945)
- Tarakan
- Bornéo du Nord
- Labuan
- Balikpapan

La bataille de Balikpapan désigne l'assaut amphibie australien, appuyé par des unités aériennes et navales américano-australiennes, à quelques kilomètres au sud de la ville de Balikpapan située à l'est de l'île de Bornéo. C'est l'une des dernières grandes batailles terrestres de la Seconde Guerre mondiale.

## Histoire
Comme d'autres opérations alliées sur Bornéo, elle a été largement contestée dans son utilité après la fin de la guerre. Outre la prise de possession de ses champs pétroliers, il a été argué du fait que cette zone devait être par la suite utilisée pour créer une base militaire destinée à soutenir un éventuel futur autre assaut australien sur Java. Cet objectif était en lui-même purement politique étant donné que la prise ou non de ces régions très éloignées des îles principales de l'empire du Japon, et donc sans valeur stratégique réelle, n'auraient en aucun cas raccourci la guerre selon ses détracteurs.
Les soldats Japonais, qui avaient mis des mois à construire un système défensif exploitant avantageusement le terrain forestier, ne furent délogés de leurs positions que grâce à un intense feu d'artillerie, naval, aérien et par le recours à de nombreux tanks alliés. Ils se retirèrent de la région vers le 21 juillet, et ne furent pas poursuivis par les Australiens qui avaient atteint leurs principaux objectifs. Des opérations de patrouille au nord de la zone se déroulèrent néanmoins jusqu'à la fin du conflit, afin de sécuriser la région de Balikpapan en maintenant une certaine pression dissuasive sur les soldats nippons en fuite.

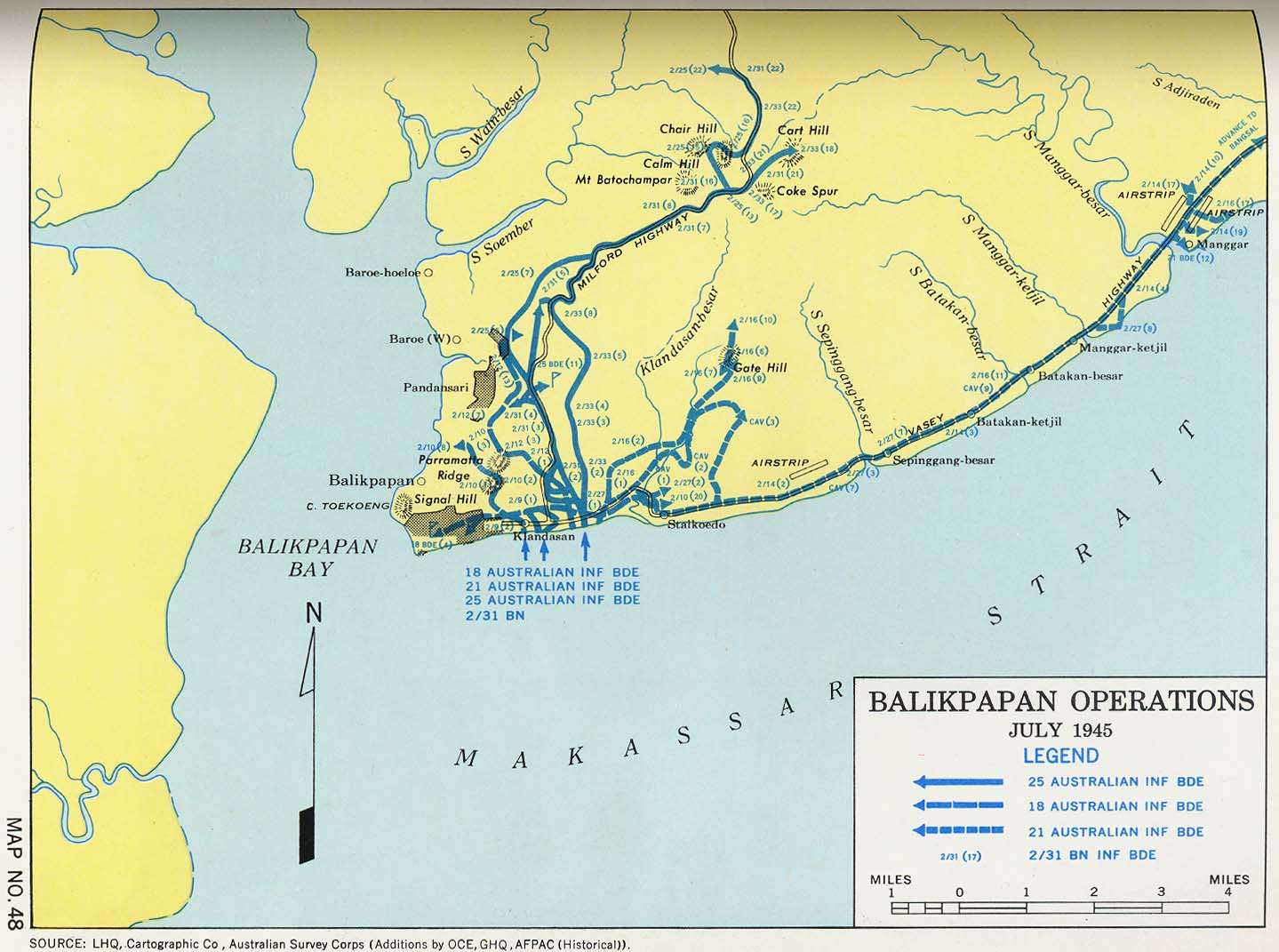
Mouvements et avancées australiennes autour de Balikpapan